# Torneo Clausura de la Primera División Amateur 2024
El Torneo Clausura 2024 fue el último certamen del 108º torneo de la Primera División Amateur 2024 organizado por la AUF, correspondiente al año 2024.

## Sistema de disputa
El Torneo Clausura lo disputaron 12 equipos, que fueron los dos mejores posicionados en la tabla de posiciones de cada serie del Torneo Apertura, así como los dos mejores terceros (en este caso, contemplando todas las series).
El Torneo Clausura se disputaron en dos series en régimen a una rueda todos contra todos, de acuerdo al fixture que se sortó oportunamente, en acuerdo con lo dispuesto en el párrafo siguiente, y al régimen de calendarios de partidos que consta como anexo.
Mediante sorteo, en la Serie A fueron incluidos los tres equipos que hubieran obtenido el primer puesto en su respectiva serie del Torneo Apertura; asimismo la integraron dos equipos que hubieran obtenido el segundo puesto en su respectiva serie del Torneo Apertura, así como un equipo que hubiera obtenido el tercer puesto en su respectiva serie del Torneo Apertura.
Mediante sorteo, en la Serie B fueron incluidos dos equipos que hubieran obtenido el primer puesto en su respectiva serie del Torneo Apertura; asimismo la integraron tres equipos que hubieran obtenido el segundo puesto en su respectiva serie del Torneo Apertura, así como el otro equipo que hubiera obtenido el tercer puesto en su respectiva serie del Torneo Apertura.

### Información general
| Equipo            | Ciudad      | Estadio de localía         | Capacidad | Fundación               | Temporadas | Temp. Consecutivas | Títulos | Indumentaria    | Forma jurídica | AP 2024 |
| ----------------- | ----------- | -------------------------- | --------- | ----------------------- | ---------- | ------------------ | ------- | --------------- | -------------- | ------- |
| Artigas           | Artigas     | Matías González            | 7.000     | 18 de marzo de 1927     | 32         | 10                 | 3       | Borac           | SAD            | 5°      |
| Basáñez           | Montevideo  | La Bombonera               | 2.000     | 1 de abril de 1920      | 35         | 14                 | 1       | Mgr Sport       | AC             | 12°     |
| Bella Italia      | Montevideo  | Estadio Complejo Rentistas | 8.232     | 20 de junio de 1984     | 5          | 2                  | –       | Mgr Sport       | SAD            | 11°     |
| Bella Vista       | Montevideo  | José Nasazzi               | 5.002     | 4 de octubre de 1920    | 9          | 1                  | 3       | Starbade        | AC             | 7°      |
| Central Español   | Montevideo  | Parque Palermo             | 4.072     | 5 de enero de 1905      | 2          | 2                  | –       | Starbade        | SAD            | 9°      |
| Deportivo Colonia | Juan Lacaze | Miguel Campomar            | 2.500     | 16 de octubre de 1999   | 4          | 4                  | –       | Mgr Sport       | SAD            | 2°      |
| Durazno           | Durazno     | Cr.José Pedro Damiani      | 8.000     | 22 de noviembre de 2005 | 3          | 3                  | –       | Borac           | SAD            | 6°      |
| Frontera Rivera   | Rivera      | Atilio Paiva Olivera       | 27.135    | 15 de enero de 1998     | 1          | 1                  | –       | Diaza           | SAD            | 4°      |
| Lito              | Montevideo  | Parque ANCAP               | 1.500     | 24 de julio de 1917     | 7          | 1                  | 1       | Mgr Sport       | AC             | 8°      |
| Mar de Fondo      | Montevideo  | Estadio Complejo Rentistas | 8.232     | 25 de agosto de 1934    | 37         | 6                  | 4       | Mgr Sport       | SAD            | 10°     |
| Villa Española    | Montevideo  | Obdulio Varela             | 3.000     | 18 de agosto de 1940    | 25         | 2                  | 5       | Mgr Sport       | AC             | 1°      |
| Villa Teresa      | Montevideo  | Estadio Luis Tróccoli      | 25.000    | 1 de junio de 1941      | 27         | 3                  | 3       | RIBA Sportswear | AC             | 3°      |

Nota: Todos los datos estadísticos corresponden únicamente a los Campeonatos Uruguayos de tercera categoría organizados por la Asociación Uruguaya de Fútbol. Las fechas de fundación de los equipos son las declaradas por los propios clubes implicados.

## Grupos
| Serie A           | Serie B        |
| ----------------- | -------------- |
| Mar de Fondo      | Bella Vista    |
| Artigas           | Basáñez        |
| Central Español   | Villa Española |
| Frontera Rivera   | Lito           |
| Villa Teresa      | Bella Italia   |
| Deportivo Colonia | Durazno        |

### Serie A
| Pos. | Equipo            | Pts. | PJ | G | E | P | GF | GC | Dif. |  |
| ---- | ----------------- | ---- | -- | - | - | - | -- | -- | ---- |  |
| 1    | Central Español   | 15   | 5  | 4 | 0 | 1 | 11 | 4  | +7   |  |
| 2    | Artigas           | 12   | 5  | 5 | 0 | 0 | 9  | 2  | +7   |  |
| 3    | Mar de Fondo      | 5    | 5  | 1 | 2 | 2 | 4  | 6  | −2   |  |
| 4    | Frontera Rivera   | 4    | 5  | 1 | 1 | 3 | 4  | 6  | −2   |  |
| 5    | Villa Teresa      | 4    | 5  | 1 | 1 | 3 | 8  | 13 | −5   |  |
| 6    | Deportivo Colonia | 2    | 5  | 0 | 2 | 3 | 2  | 7  | −5   |  |

Actualizado a los partidos jugados el 11 de Noviembre de 2024.
 Fuente: AUF
Criterios de clasificación: 1) puntos; 2) diferencia de goles; 3) número de goles marcados.
Notas:
1. ↑  La AUF le adjudicó los 3 puntos a Central Español luego de su encuentro ante Artigas por tener a un integrante del CT inhabilitado.
2. ↑  La AUF le restó los 3 puntos a Artigas luego de su encuentro ante Central Español por tener a un integrante del CT inhabilitado.

|  | En zona de clasificación a la definición. |

### Serie B
| Pos. | Equipo         | Pts. | PJ | G | E | P | GF | GC | Dif. |  |
| ---- | -------------- | ---- | -- | - | - | - | -- | -- | ---- |  |
| 1    | Bella Vista    | 11   | 5  | 3 | 2 | 0 | 6  | 2  | +4   |  |
| 2    | Bella Italia   | 8    | 5  | 2 | 2 | 1 | 5  | 3  | +2   |  |
| 3    | Basáñez        | 7    | 5  | 2 | 1 | 2 | 4  | 4  | 0    |  |
| 4    | Durazno        | 6    | 5  | 2 | 0 | 3 | 4  | 5  | −1   |  |
| 5    | Lito           | 5    | 5  | 1 | 2 | 2 | 2  | 4  | −2   |  |
| 6    | Villa Española | 3    | 5  | 0 | 3 | 2 | 2  | 4  | −2   |  |

Actualizado a los partidos jugados el 11 de Noviembre de 2024.
 Fuente: AUF
Criterios de clasificación: 1) puntos; 2) diferencia de goles; 3) número de goles marcados.
|  | En zona de clasificación a la definición. |

```

```

### Resultados
- Los horarios corresponden al huso horario de Uruguay: (UTC-3).

| B | Bella Vista       | 1:0 | Basáñez         | Jose Nasazzi           | 12 de octubre | 11:00 | Javier Gonzalez  |
| B | Bella Italia      | 1:1 | Villa Española  | Complejo Rentistas     | 12 de octubre | 18:00 | Sebastian Diaz   |
| B | Durazno           | 1:0 | Lito            | Jose Pedro Damiani     | 12 de octubre | 19:00 | Silvia Rios      |
| A | Mar de Fondo      | 0:1 | Artigas         | Complejo Rentistas     | 13 de octubre | 15:00 | Carlos Garcilazo |
| A | Deportivo Colonia | 0:1 | Frontera Rivera | Campus Alberto Suppici | 13 de octubre | 15:00 | Roberto Corrales |
| A | Villa Teresa      | 1:4 | Central Español | Luis Troccoli          | 13 de octubre | 16:00 | Augusto Olmos    |

| B | Bella Vista     | 2:1 | Durazno           | Jose Nasazzi         | 19 de octubre | 10:00 | Adrián Pereira   |
| B | Lito            | 0:0 | Villa Española    | Jose Nasazzi         | 19 de octubre | 14:30 | Gonzalo Pérez    |
| A | Artigas         | 2:0 | Villa Teresa      | Matías González      | 19 de octubre | 15:00 | Diego Nisivoccia |
| B | Basáñez         | 0:2 | Bella Italia      | Parque Palermo       | 20 de octubre | 11:00 | Nicolás Salinas  |
| A | Mar de Fondo    | 0:0 | Deportivo Colonia | Parque Palermo       | 20 de octubre | 16:00 | Gonzalo López    |
| A | Frontera Rivera | 0:1 | Central Español   | Atilio Paiva Olivera | 20 de octubre | 19:00 | Aníbal Vogrincic |

| B | Bella Italia    | 0:1 | Lito              | Complejo Rentistas | 1 de noviembre | 20:00 | Nicolás Vignolo  |
| A | Artigas         | 3:1 | Deportivo Colonia | Matías González    | 2 de noviembre | 15:00 | Mathías Espinosa |
| B | Villa Española  | 1:1 | Bella Vista       | Obdulio Varela     | 2 de noviembre | 15:30 | Martín Grecco    |
| B | Basáñez         | 2:0 | Durazno           | Parque Palermo     | 3 de noviembre | 10:05 | Ignacio Donato   |
| A | Villa Teresa    | 4:3 | Frontera Rivera   | Luis Troccoli      | 3 de noviembre | 11:00 | Felipe Vikonis   |
| A | Central Español | 3:1 | Mar de Fondo      | Parque Palermo     | 3 de noviembre | 20:30 | Elías Lorenzo    |

| B | Bella Vista       | 2:0 | Lito            | José Nasazzi           | 9 de noviembre  | 10:00 | Mauricio Roldán  |
| B | Durazno           | 1:2 | Bella Italia    | Jose Pedro Damiani     | 9 de noviembre  | 10:00 | Fernando Ledesma |
| B | Villa Española    | 0:1 | Basáñez         | Obdulio Varela         | 9 de noviembre  | 15:30 | Marcio Sierra    |
| A | Mar de Fondo      | 0:0 | Frontera Rivera | Parque Ancap           | 9 de noviembre  | 16:00 | Alexander Pulido |
| A | Deportivo Colonia | 1:1 | Villa Teresa    | Campus Alberto Suppici | 9 de noviembre  | 16:00 | Federico Río     |
| A | Central Español   | 1:2 | Artigas         | Parque Palermo         | 10 de noviembre | 16:00 | Felipe Vikonis   |

| B | Lito              | 1:1 | Basáñez         | Parque Ancap         | 17 de noviembre | 9:30  | Roberto Corrales |
| B | Durazno           | 1:0 | Villa Española  | Jose Pedro Damiani   | 17 de noviembre | 10:00 | Jonathan de León |
| A | Villa Teresa      | 2:3 | Mar de Fondo    | Luis Tróccoli        | 17 de noviembre | 16:00 | Carlos Garcilazo |
| A | Frontera Rivera   | 0:1 | Artigas         | Jose Pedro Damiani   | 17 de noviembre | 16:00 | Gonzalo Pérez    |
| B | Bella Italia      | 0:0 | Bella Vista     | Atilio Paiva Olivera | 17 de noviembre | 16:00 | Augusto Olmos    |
| A | Deportivo Colonia | 0:2 | Central Español | Parque Prandi        | 17 de noviembre | 16:00 | Javier González  |

### Final por el clausura
Los ganadores del grupo A y grupo B, se enfrentaron por saber quién quedabá como Campeón del Torneo Clausura. El ganador de este partido, enfrentó a Villa Española por el segundo ascenso.
| 26 de diciembre; 16:00 | Bella Vista     | 1:2 (0:0, 0:0) (t. s.) | Central Español                      | Obdulio Varela, Montevideo |                            |
|                        | - A. Pérez 104' | Reporte                | - 93' M. Urrutia - 120' R. Terragona | Árbitro(s): Adrián Pereira | Árbitro(s): Adrián Pereira |

|                                     |
|                                     |
| Campeón Central Español 1.er título |

### Clasificación

#### Tabla anual + Clausura
| Pos. | Equipo            | Pts. | PJ | G  | E | P | GF | GC | Dif. |  |
| ---- | ----------------- | ---- | -- | -- | - | - | -- | -- | ---- |  |
| 1    | Artigas           | 32   | 15 | 11 | 2 | 2 | 33 | 9  | +24  |  |
| 2    | Central Español   | 32   | 15 | 8  | 5 | 2 | 24 | 13 | +11  |  |
| 3    | Bella Vista       | 31   | 15 | 9  | 4 | 2 | 21 | 10 | +11  |  |
| 4    | Durazno           | 29   | 15 | 9  | 2 | 4 | 22 | 11 | +11  |  |
| 5    | Deportivo Colonia | 26   | 15 | 7  | 5 | 3 | 20 | 8  | +12  |  |
| 6    | Frontera Rivera   | 24   | 15 | 7  | 3 | 5 | 26 | 10 | +16  |  |
| 7    | Villa Española    | 24   | 15 | 6  | 6 | 3 | 22 | 11 | +11  |  |
| 8    | Lito              | 24   | 15 | 7  | 3 | 5 | 18 | 12 | +6   |  |
| 9    | Villa Teresa      | 24   | 15 | 6  | 6 | 3 | 21 | 16 | +5   |  |
| 10   | Bella Italia      | 23   | 15 | 6  | 5 | 4 | 21 | 9  | +12  |  |
| 11   | Mar de Fondo      | 21   | 15 | 5  | 6 | 4 | 16 | 12 | +4   |  |
| 12   | Basáñez           | 21   | 15 | 6  | 3 | 6 | 13 | 19 | −6   |  |

Actualizado a los partidos jugados el 18 de Noviembre de 2024.
 Fuente: AUF
Criterios de clasificación: 1) puntos; 2) diferencia de goles; 3) número de goles marcados.
Notas:
1. ↑  La AUF le restó los 3 puntos a Artigas luego de su encuentro ante Central Español por tener a un integrante del CT inhabilitado.
2. ↑  La AUF le adjudicó los 3 puntos a Central Español luego de su encuentro ante Artigas por tener a un integrante del CT inhabilitado.